# Rosemarie Gabriel
Rosemarie Gabriel, zuvor Rosemarie Kother (* 27. Februar 1956 in Luckenwalde) ist eine ehemalige deutsche Schwimmerin, die für die DDR startete.

## Werdegang
Die Schmetterling-Spezialistin konnte zwischen 1973 und 1976 zahlreiche Erfolge in dieser Lage erringen. So wurde sie 1974 Europameisterin über 100 Meter und 200 Meter Schmetterling und konnte 1973 und 1975 Weltmeisterin über 200 Meter Schmetterling werden. Einzig bei Olympischen Spielen blieb ihr der ganz große Triumph verwehrt und sie gewann 1976 in Montreal „nur“ Bronze über die 200 Meter Schmetterling hinter ihren Landsfrauen Andrea Pollack und Ulrike Tauber.
Sie nahm schon an den Olympischen Sommerspielen 1972 in München teil und wurde dort über ihre Paradedisziplin, den 200 Meter Schmetterling Vierte.
Während ihrer Karriere konnte sie den Weltrekord über 200 Meter Schmetterling insgesamt fünf Mal verbessern. Im Jahr 1986 wurde sie in die Ruhmeshalle des internationalen Schwimmsports aufgenommen. 1974 und 1976 erhielt sie den Vaterländischen Verdienstorden in Silber.

### Rücktritt und weiterer beruflicher Werdegang
Gabriel trat 1976 vom Spitzensport zurück und widmete sich zunehmend der Physiotherapie. Nach Beendigung ihrer Ausbildung betreute sie von 1980 bis 1990 Sportler der verschiedensten Sportarten im Sportclub Berlin. Nach der Wiedervereinigung eröffnete sie eine Praxis in Berlin, die sie ab 2006 gemeinsam mit ihrer Tochter Linda leitet.